# 世界経済
世界経済（せかいけいざい、英語: world economy）とは、世界を統一的な視点で見た経済活動の区切りの一つ。国民経済間の取引に視点を当てる国際経済よりも広い概念である。
また、世界経済において連動している各国の市場をまとめて世界市場と呼ぶこともある。

## 概要
現代のように、通貨が統合されていない状況においては基本的な経済単位が通貨圏（ほとんどの場合、国民経済圏）になる。しかし、グローバル化の進展により国際経済が発展し各国の国民経済は連動性を強めている。このようにあたかも一つの経済圏のように連動していることから世界経済と呼ばれている。
各国の国民経済の動向は、必ずしも世界経済の動向とは合致しない。それは、世界経済がそれ以上に広い枠組みを持たないことから合成の誤謬が発生するためである。
例として、ある国が貿易収支をプラスにしようと努力し成功すれば貿易収支がプラスになるが、世界すべての国が貿易収支を同時にプラスにすることは出来ない。それは、ある国の貿易黒字が世界の複数の国の貿易赤字を意味するからである。
また、各国の経済成長は足並みがそろうとは限らず、世界経済の成長率を上回る経済成長率を達成する国も出てくる。そういった国は「世界経済の機関車」として期待を集める。

## 歴史
ユーラシア大陸の西と東で商品経済が生まれて間もない時期から、それらの経済は互いに結ばれるようになった。東西交易は、当初細々としたものであったが、次第に拡大した。

モンゴル帝国の版図の変遷 テムジンがチンギス・ハーンを名乗った1206年から1294年のモンゴル帝国（赤）の領域に続き、4つの領域国家のゆるやかな連邦体制に移行した帝国の版図を示した（1294年時点）。キプチャク・ハン国（黄）、チャガタイ・ハン国（濃緑）、イルハン朝（緑）、元（紫）である。

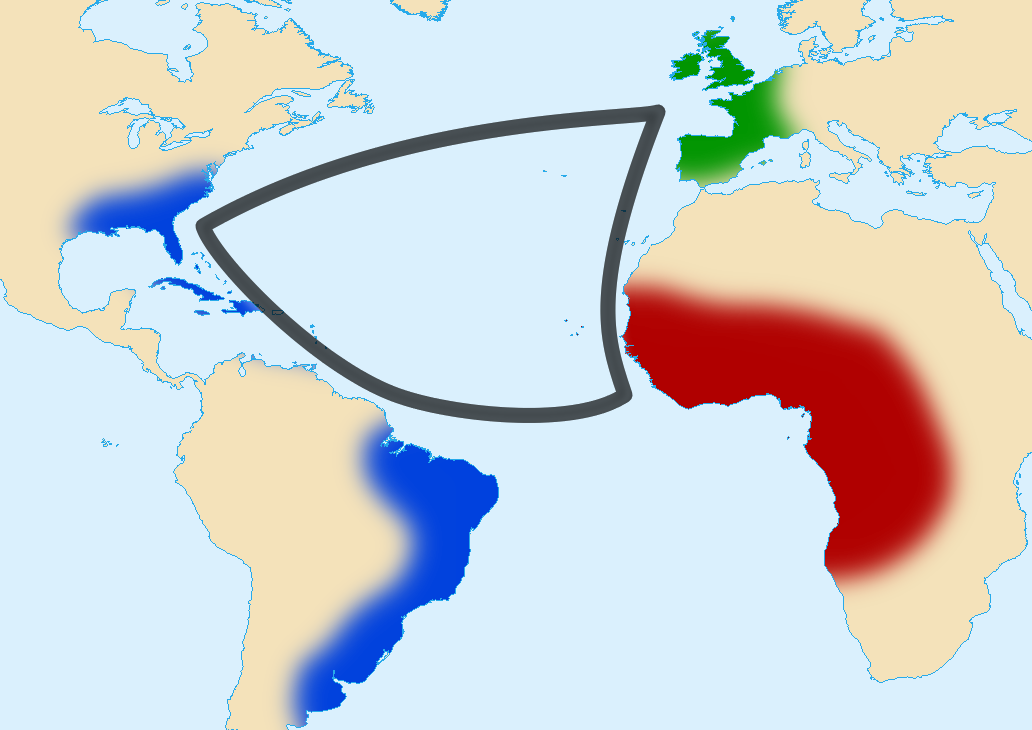
大西洋三角貿易

モンゴル帝国がユーラシア大陸の東西を結ぶほどの広大な版図を確立した時代に、「ユーラシア世界」における世界経済が生まれた。モンゴル帝国滅亡後も、ユーラシア大陸において東西交易が栄えた。
大航海時代以降、ヨーロッパを軸に各国経済は再編され始めた。当初、アフリカや南アジア、南北アメリカがヨーロッパとつながり貿易ネットワークが各国経済の連動性を高め、新しい世界経済誕生の萌芽が生まれた。
産業革命以後、躍進するヨーロッパ経済は19世紀半ばに東アジアも取り込み、現代につながる世界経済の系譜が始まった。各国の工業と金融はイギリス・ロンドンを核とした国際金融体制の下で有機的に結合し自由市場経済を基盤にした世界経済を形成した。
第一次世界大戦において、世界経済の中枢が危機に陥ると世界経済の軸は緩やかに世界最大の工業国アメリカへ移り始めた。
世界恐慌により脆弱な世界経済は連鎖的な危機を引き起こした。各国はブロック経済化を進め、いくつかの国は独自の経済圏確立を図った。
第二次世界大戦で、世界はアメリカを軸にした自由市場経済（西側世界）とソ連を軸にした社会主義経済（東側世界）に二分された。両陣営は冷戦下において互いの領域を獲得しようと競い合った。西側世界においてはブレトン・ウッズ体制の下で自由貿易が行なわれ、日欧が高度成長を遂げた（日本の高度経済成長）。日本は、1970年代後半からは世界の機関車としての役割が期待されるようになった。
東側世界は1970年代初め頃までは経済発展を続けていたと見られるが、その後、計画経済の非効率性などから成長が頭打ち、または縮小に入ったものと考えられている。
1980年代末から1990年代初めにかけて、東欧革命とソビエト連邦の崩壊により東側世界の経済は、次第に西側世界の経済へ吸収され、再び世界経済が生まれた。グローバリゼーションの中で、アメリカ経済が世界の機関車となり高めの成長を達成、日欧は相対的な失速を経験した。
アメリカ同時多発テロ事件を経た現在でもアメリカ経済の輸入が世界経済の生産体制を支えている。特に東アジアと北米の経済が相互依存を深め、欧州経済が域内の自由貿易により独自の経済圏を築きつつある。